# Джиттер

Измеряемые параметры джиттера: период и амплитуда

Джи́ттер (англ. jitter — дрожание) или фазовое дрожание цифрового сигнала данных — нежелательные фазовые или частотные отклонения передаваемого сигнала. Возникают вследствие нестабильности задающего генератора, изменений параметров линии передачи во времени и различной скорости распространения частотных составляющих одного и того же сигнала.
В цифровых системах проявляется в виде случайных быстрых (с частотой 10 Гц и более) изменений местоположения фронтов цифрового сигнала во времени, что приводит к рассинхронизации и, как следствие, искажению передаваемой информации. Например, если фронт имеет малую крутизну или «отстал» по времени, то цифровой сигнал как бы запаздывает, сдвигается относительно значащего момента времени — момента времени, в который происходит оценка сигнала. 

Стандарт ITU-T G.810 классифицирует изменение частоты на значение, не превышающее 10 Гц, как «вандер» (англ. wander) — «блуждание».
При цифровой записи звука джиттер вносит в сигнал искажения, подобные детонации — явлению, вызванному неравномерностью движения магнитной ленты в аналоговом магнитофоне вследствие несовершенства лентопротяжного механизма.
Однако, вносимые цифровым джиттером искажения существенно заметнее искажений звука, вносимых детонацией; видимо, это связано с большей «мягкостью» и «плавностью» детонационных искажений, обусловленных эластичностью магнитной ленты и инерционностью механических элементов лентопротяжных механизмов.
В области телекоммуникаций джиттером называется первая производная задержки прохождения данных по времени.
На графике «амплитуда сигнала» (ось ординат (y)) — «время» (абсцисс (x), секунды) джиттер — сдвиг по фазе (в секундах) между идеальным и действительным сигналами.
Для наглядного представления джиттера строят график «сдвиг по фазе» (ось ординат, секунды) — «время» (ось абсцисс, секунды).
Устранение джиттера — одна из основных проблем, возникающих при проектировании цифровой электроники, в частности, цифровых интерфейсов. Недостаточно аккуратный расчёт джиттера может привести к его накоплению при прохождении цифрового сигнала по тракту и, в конечном счёте, к неработоспособности устройства.

## Причины возникновения джиттера
- Задержки сигнала, вызванные его прохождением через элементы цифровых микросхем.
- Задержки сигнала и его затухание при прохождении по кабелям (например, по кабелям, соединяющим аудиотехнику).
- Паразитные наводки.
- Фазовые шумы петли фазовой автоподстройки частоты (ФАПЧ) устройства, синхронизируемого внешним сигналом. Джиттер, вызываемый ФАПЧ, проявляется при прослушивании материала с записывающего устройства, синхронизируемого от воспроизводящего устройства.
- Аналогово-цифровой преобразователь (АЦП; преобразователь аналогового сигнала в цифровой) — основной источник джиттера в современных цифровых системах звукозаписи и воспроизведения. Современные цифровые студийные синхронизаторы достаточно совершенны и часто вносят меньший джиттер, чем АЦП. Каждый АЦП содержит генератор тактовых импульсов, задающий частоту квантования сигнала.
  - Непостоянство напряжения, питающего генератор тактовых импульсов.
  - Особенности конструкции генератора тактовых импульсов.

## Параметры
- Амплитуда джиттера — смещение по времени идеального сигнала от действительного, секунды.
- Частота джиттера — частота, с которой происходит изменение сдвига по фазе действительного сигнала от идеального, Гц.

### Влияние джиттера на характеристики АЦП
Частота дискретизации АЦП обычно задаётся кварцевым генератором, а любой кварцевый генератор (особенно дешёвый) имеет ненулевые фазовые шумы. Таким образом, моменты времени получения отсчётов сигнала (дискретов, семплов (англ. sample — образец, проба)) расположены на временной оси не совсем равномерно. Это приводит к размыванию спектра сигнала и ухудшению отношения сигнал/шум.

### Влияние джиттера АЦП на характеристики цифровой антенной решётки
Погрешность угловой пеленгации источников сигналов в цифровой антенной решётке, вызванная наличием джиттера АЦП, не может быть устранена повышением энергетики сигналов. Наличие джиттера также приводит к снижению глубины подавления активных помех. Например, увеличение среднеквадратического отклонения джиттера АЦП с 0,001 до 0,01 от периода сигнала гармонической помехи приводит к снижению глубины подавления помехи в линейной цифровой антенной решётке примерно на 20 дБ и ограничивает её предельной величиной −34,8 дБ при устремлении количества антенных элементов к бесконечности.

## Методы оценивания джиттера
Для оценки джиттера в устройствах цифровой обработки сигналов используются тестовый, чаще всего гармонический сигнал, источник которого может быть синхронизирован с генератором тактовых импульсов АЦП (ЦАП) или асинхронным с ним.

### В телекоммуникациях
В телекоммуникациях под джиттером часто понимается разброс минимального и максимального времени прохождения пакета IP от среднего времени прохождения пакета. Например, посылается 100 пакетов IP. Минимальное время прохождения пакета IP — 395 мс, среднее — 400 мс, максимальное — 405 мс. В этом случае (405—400=5; 400—395=5) джиттер можно считать маленьким. Если же посылается 100 пакетов IP, и минимальное время прохождения пакета — 1 мс, среднее — 50 мс, максимальное — 100 мс, (100-50=50; 50-1=49) джиттер большой. Например, протокол VoIP очень чувствителен к джиттеру.

## Борьба с джиттером
При проектировании цифровых устройств следует максимально использовать передачу сигнала с регистра на регистр[прояснить], это позволяет применить простые методы расчёта передач цифровых сигналов (временны́е диаграммы).
В цифровой звукозаписи следует использовать высококачественные кварцевые генераторы с источниками питания, имеющими малые пульсации и шумы. Применение полностью цифровых студий также позволяет свести влияние джиттера к минимуму[уточнить].
Такой студией может являться и персональный компьютер со звуковой платой, имеющей хороший АЦП, в случае хранения, редактирования и воспроизведения звука только в цифровом виде.
В области телекоммуникаций с джиттером и его последствиями борются с помощью буферной памяти, устройств ФАПЧ, применением специальных линейных кодов, созданием выделенных сетей тактовой синхронизации.
Воздействие джитера, как и аддитивного шума, в цифровой антенной решётке может быть уменьшено за счёт увеличения длительности сигнальной выборки и количества антенных элементов в решётке. Например, переход от 4-элементной цифровой антенной решётки к 8-элементной позволяет увеличить глубину подавления помехи на 2,3 дБ.